# Garsa de mar negra americana
La garsa de mar negra americana (Haematopus ater) és una espècie d'ocell de la família dels hematopòdids (Haematopodidae) que habita platges i costes rocoses des de nord-oest del Perú i nord de l'Argentina cap al sud fins Terra del Foc, i a les illes Juan Fernández i Malvines.

## Descripció
El plomatge de la garsa de mar negra americana és de color negre pissarra amb les ales i l'esquena força fosques. El bec llarg és de color vermell sang i les potes són blanques. Els sexes tenen un aspecte similar. L'ocell es pot veure fàcilment en una costa rocosa, el color fosc es barreja amb les roques sobre les quals camina mentre busca aliment, i no crida l'atenció. La seva presència, però, es pot detectar fàcilment pels crits d'advertència forts i distintius.

## Distribució i hàbitat
La garsa de mar negra americana és originària de les costes de l'Argentina, Xile, les Illes Malvines i el Perú, i és un animal errant a l'Uruguai. Els hàbitats naturals són les costes rocoses. S'alimenta a la zona intermareal de les costes rocoses, en tolls de roques i en platges de còdols. Rarament, es pot trobar a les platges de sorra caçant crancs.

## Taxonomia
En l'actualitat hi ha autoritats que consideren que H. ater està composta per dues subespècies, H. a. ater i H. a. bachmani, tanmateix hi ha que les tracten com espècies separades i de ple dret (garsa de mar negra nord-americana (Haematopus bachmani).